# Покер чипове
Покер чиповете са кръгли предмети, обикновено изработени от пластмаса, използвани в казината вместо банкноти.
Прието е да се използват чипове поради простата причина че е по-удобно, а удобството е едно от най-важните фактори, за да върви една игра на покер гладко и бързо, без бавене в броене на банкноти и други задачи. Всеки чип си има своя себестойност, отговаряща на реални пари.

## История
Покер чипове са използвани още през 19 век, като тогава те били изработени от глина и замествали вещи, които разигравали участниците. През 1930 г. се създават пластмасовите чипове за масова употреба в казината. От края на 20 век влизат в употреба и такива от метални сплави.

## Цветове
Цветовете са различни за отделните номинални стойности на чиповете, както и зависят от това дали играете в калифорнийско казино, Лас Вегас или сте седнали в някое от казината в Европа, Азия или Австралия.
| Номинална стойност | Цвят                |
| ------------------ | ------------------- |
| $0,25              | Прасковено оранжево |
| $0,50              | бяло                |
| $1                 | бяло                |
| $2,50              | розово              |
| $5                 | червено             |
| $10                | синьо               |
| $20                | жълто               |
| $25                | зелено              |
| $100               | черно               |
| $500               | лилаво              |
| $1000              | оранжево            |
| $5000              | сиво                |
| $10 000            | златно              |

* Използват се във Вегас. В други казина може да има разлика.